# Sitochroa
Sitochroa là một chi bướm đêm thuộc họ Crambidae.

## Các loài
- Sitochroa palealis Denis & Schiffermüller, 1775
- Sitochroa verticalis Linnaeus, 1758